# Milan-San Remo 1971
L'édition 1971 de la course cycliste Milan-San Remo, la 62e depuis 1907 a eu lieu le 19 mars 1971. Elle a été remportée en solitaire par le Belge Eddy Merckx, déjà vainqueur de l'épreuve deux ans plus tôt.
Après la cérémonie, Merckx est immédiatement parti en Belgique pour déposer les fleurs reçues sur le cercueil de Jean-Pierre Monseré. Le champion du monde UCI de l'époque avait péri quelques jours plus tôt lors d'une course de préparation pour Milan-San Remo.

## Classement final
|    | Cycliste               | Pays     | Équipe          | Temps           |
| -- | ---------------------- | -------- | --------------- | --------------- |
| 1  | Eddy Merckx            | Belgique | Molteni-Arcore  | 7 h 21 min 20 s |
| 2  | Felice Gimondi         | Italie   | Salvarani       | + 30 s          |
| 3  | Gösta Pettersson       | Suède    | Ferretti        | + 30 s          |
| 4  | Roberto Ballini        | Italie   | Ferretti        | + 30 s          |
| 5  | Joseph Bruyère         | Belgique | Molteni-Arcore  | + 38 s          |
| 6  | Joseph Spruyt          | Belgique | Molteni-Arcore  | + 45 s          |
| 7  | Gianni Motta           | Italie   | Salvarani       | + 47 s          |
| 8  | Roger Rosiers          | Belgique | Bic             | + 1 min 22 s    |
| 9  | Albert Van Vlierberghe | Belgique | Ferretti        | + 1 min 22 s    |
| 10 | Yves Hézard            | France   | Sonolor-Lejeune | + 2 min 01 s    |